# UFC Ultimate Fight Night 4
Ultimate Fight Night 4 fue un evento de artes marciales mixtas celebrado por Ultimate Fighting Championship el 6 de abril de 2006 en el Hard Rock Hotel & Casino, en Las Vegas, Nevada, Estados Unidos.

## Historia
El espectáculo hizo una valoración global de 1.6 y sirvió como antesala a la tercera temporada de estreno de The Ultimate Fighter.

## Resultados

### Tarjeta preliminar
- Peso wélter: Luke Cummo vs. Jason Von Flue

Cummo derrotó a Von Flue vía decisión unánime (30–27, 30–27, 30–27).
- Peso pesado: Brad Imes vs. Dan Christison

Christison derrotó a Imes vía sumisión (armbar) en el 3:37 de la 3ª ronda.
- Peso wélter: Josh Burkman vs. Jon Fitch

Fitch derrotó a Burkman vía sumisión (rear naked choke) en el 4:57 de la 2ª ronda.
- Peso wélter: Josh Koscheck vs. Ansar Chalangov

Koscheck derrotó a Chalangov vía sumisión (rear naked choke) en el 3:29 de la 1ª ronda.
- Peso medio: Chael Sonnen vs. Trevor Prangley

Sonnen derrotó a Prangley vía decisión unánime (30–27, 30–27, 30–27).

### Tarjeta principal
- Peso medio: Chris Leben vs. Luigi Fioravanti

Leben derrotó a Fioravanti vía decisión unánime (30–27, 30–27, 30–27).
- Peso wélter: Joe Stevenson vs. Josh Neer

Neer derrotó a Stevenson vía decisión unánime (29–28, 29–28, 29–28)
- Peso semipesado: Rashad Evans vs. Sam Hoger

Evans derrotó a Hoger vía decisión dividida (29–28, 28–29, 30–27)
- Peso semipesado: Stephan Bonnar vs. Keith Jardine

Bonnar derrotó a Jardine vía decisión unánime (29–28, 29–28, 29–28)

## Premios extra
- Pelea de la Noche: Brad Imes vs. Dan Christison
- Sumisión de la Noche: Dan Christison